# Нечіткі дискретні системи
Нечіткі дискретні системи досліджують стійкість та спостереженість нечітких різницевих систем за допомогою теорії нечітких множин.Нечітка різницева система  описує динаміку ситуацій прийняття рішень і може бути визначена у вигляді моделі динаміки змін функцій належності. Для даної системи є підходи для формалізації дій операторів у вигляді  алгоритмів, які використовують методи експертного опитування та теорії прийняття рішень.